# Liste der Weltmeister im Skispringen

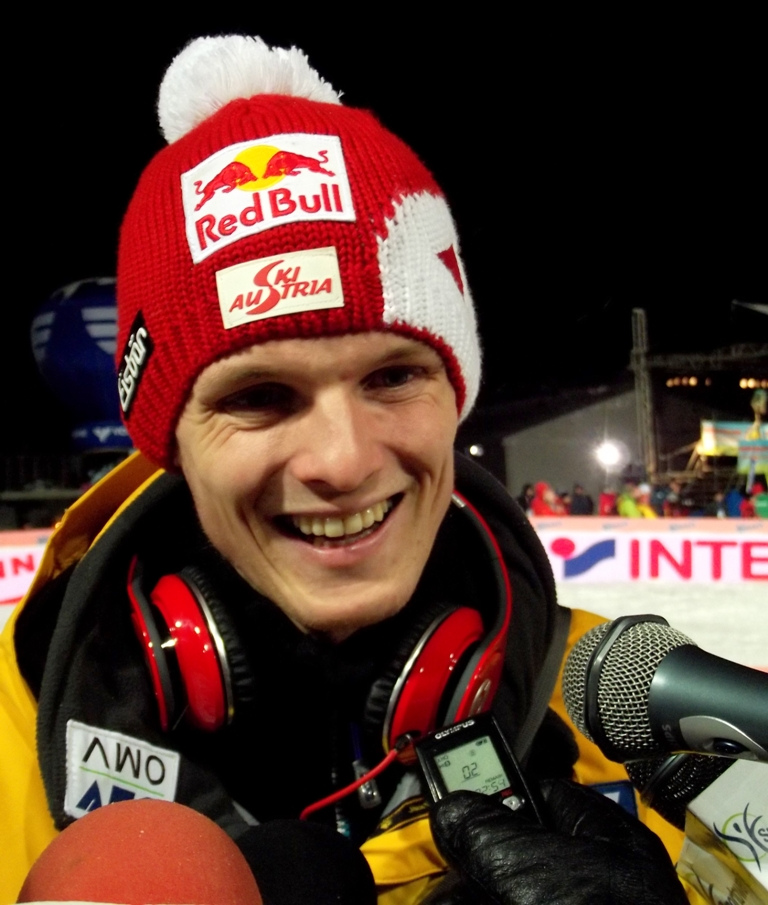
Rekordweltmeister Thomas Morgenstern (2012)

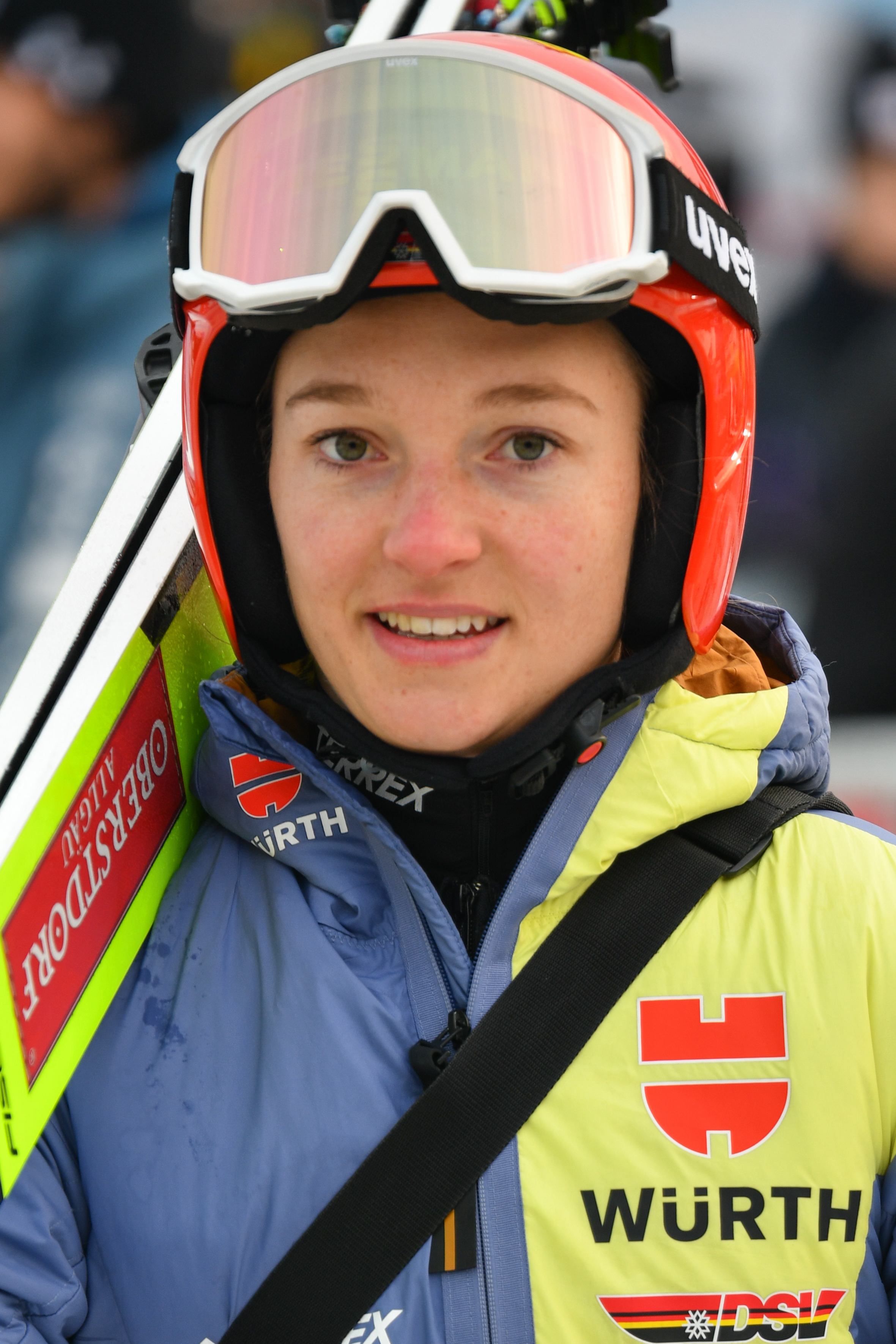
Rekordweltmeisterin der Frauen Katharina Schmid (2023)

Die Liste der Weltmeister im Skispringen listet alle Weltmeister sowie die Zweit- und Drittplatzierten in Einzel- und Mannschaftswettbewerben im Skispringen bei Nordischen Skiweltmeisterschaften auf. Berücksichtigt wurden die Ergebnisse von den 1. Nordischen Ski-Skiweltmeisterschaften 1924 (gleichbedeutend mit den I. Olympischen Winterspielen) bis zu den 55. Nordischen Ski-Skiweltmeisterschaften 2025. Von 1924 bis 1984 zählten die Wettbewerbe bei den Olympischen Winterspielen ebenfalls als Weltmeisterschaften.

## Wettbewerbe für Männer

### Einzelwettbewerbe
Die Weltmeister im Skispringen werden seit 1924 bei den Nordischen Skiweltmeisterschaften ermittelt. Bis zu den Olympischen Winterspielen 1984 waren die Olympiasieger zugleich Weltmeister. Die Olympischen Winterspiele bis 1984 gelten daher zugleich als Nordische Skiweltmeisterschaften und befinden sich deshalb in dieser Liste. Die Nordischen Skiweltmeisterschaften 1941 besitzen keinen offiziellen Status, da die Ergebnisse 1946 von der FIS annulliert wurden.
Die Weltmeisterschaften werden seit 1924 von der Großschanze und zudem seit 1962 von der Normalschanze ausgetragen.
| Jahr | Austragungsort         | Disziplin     | Sieger                | Zweiter                       | Dritter                    |
| ---- | ---------------------- | ------------- | --------------------- | ----------------------------- | -------------------------- |
| 1924 | Chamonix               | Großschanze   | Jacob Tullin Thams    | Narve Bonna                   | Anders Haugen              |
| 1925 | Johannisbad            | Großschanze   | Wilhelm Dick          | Henry Ljungmann               | František Wende            |
| 1926 | Lahti                  | Großschanze   | Jacob Tullin Thams    | Otto Aasen                    | Georg Østerholt            |
| 1927 | Cortina d’Ampezzo      | Großschanze   | Tore Edman            | Wilhelm Dick                  | Bertil Carlsson            |
| 1928 | St. Moritz             | Großschanze   | Alf Andersen          | Sigmund Ruud                  | Rudolf Burkert             |
| 1929 | Zakopane               | Großschanze   | Sigmund Ruud          | Kristian Johansson            | Hans Kleppen               |
| 1930 | Oslo                   | Großschanze   | Gunnar Andersen       | Reidar Andersen               | Sigmund Ruud               |
| 1931 | Oberhof                | Großschanze   | Birger Ruud           | Fritz Kaufmann                | Sven Selånger              |
| 1932 | Lake Placid            | Großschanze   | Birger Ruud           | Hans Beck                     | Kåre Walberg               |
| 1933 | Innsbruck              | Großschanze   | Marcel Reymond        | Rudolf Burkert                | Sven Selånger              |
| 1934 | Sollefteå              | Großschanze   | Kristian Johansson    | Arne Hovde                    | Sven Selånger              |
| 1935 | Vysoké Tatry           | Großschanze   | Birger Ruud           | Reidar Andersen               | Alf Andersen               |
| 1936 | Garmisch-Partenkirchen | Großschanze   | Birger Ruud           | Sven Selånger                 | Reidar Andersen            |
| 1937 | Chamonix               | Großschanze   | Birger Ruud           | Reidar Andersen               | Sigurd Sollid              |
| 1938 | Lahti                  | Großschanze   | Asbjørn Ruud          | Stanisław Marusarz            | Hilmar Myhra               |
| 1939 | Zakopane               | Großschanze   | Josef Bradl           | Birger Ruud                   | Arnholdt Kongsgård         |
| 1941 | Cortina d’Ampezzo      | Großschanze   | Paavo Vierto          | Leo Laakso                    | Sven Selånger              |
| 1948 | St. Moritz             | Großschanze   | Petter Hugsted        | Birger Ruud                   | Thorleif Schjelderup       |
| 1950 | Lake Placid            | Großschanze   | Hans Bjørnstad        | Thure Lindgren                | Arnfinn Bergmann           |
| 1952 | Oslo                   | Großschanze   | Arnfinn Bergmann      | Torbjørn Falkanger            | Karl Holmström             |
| 1954 | Falun                  | Großschanze   | Matti Pietikäinen     | Veikko Heinonen               | Bror Östman                |
| 1956 | Cortina d’Ampezzo      | Großschanze   | Antti Hyvärinen       | Aulis Kallakorpi              | Harry Glaß                 |
| 1958 | Lahti                  | Großschanze   | Juhani Kärkinen       | Ensio Hyytiä                  | Helmut Recknagel           |
| 1960 | Squaw Valley           | Großschanze   | Helmut Recknagel      | Niilo Halonen                 | Otto Leodolter             |
| 1962 | Zakopane               | Großschanze   | Helmut Recknagel      | Nikolai Kamenski              | Niilo Halonen              |
| 1962 | Zakopane               | Normalschanze | Toralf Engan          | Antoni Łaciak                 | Helmut Recknagel           |
| 1964 | Innsbruck              | Großschanze   | Toralf Engan          | Veikko Kankkonen              | Torgeir Brandtzæg          |
| 1964 | Innsbruck              | Normalschanze | Veikko Kankkonen      | Toralf Engan                  | Torgeir Brandtzæg          |
| 1966 | Oslo                   | Großschanze   | Bjørn Wirkola         | Takashi Fujisawa              | Kjell Sjöberg              |
| 1966 | Oslo                   | Normalschanze | Bjørn Wirkola         | Dieter Neuendorf              | Paavo Lukkariniemi         |
| 1968 | Grenoble               | Großschanze   | Wladimir Beloussow    | Jiří Raška                    | Lars Grini                 |
| 1968 | Grenoble               | Normalschanze | Jiří Raška            | Reinhold Bachler              | Baldur Preiml              |
| 1970 | Vysoké Tatry           | Großschanze   | Gari Napalkow         | Jiří Raška                    | Stanisław Gąsienica Daniel |
| 1970 | Vysoké Tatry           | Normalschanze | Gari Napalkow         | Yukio Kasaya                  | Lars Grini                 |
| 1972 | Sapporo                | Großschanze   | Wojciech Fortuna      | Walter Steiner                | Rainer Schmidt             |
| 1972 | Sapporo                | Normalschanze | Yukio Kasaya          | Akitsugu Konno                | Seiji Aochi                |
| 1974 | Falun                  | Großschanze   | Hans-Georg Aschenbach | Heinz Wosipiwo                | Rudolf Höhnl               |
| 1974 | Falun                  | Normalschanze | Hans-Georg Aschenbach | Dietrich Kampf                | Alexei Borowitin           |
| 1976 | Innsbruck              | Großschanze   | Karl Schnabl          | Toni Innauer                  | Henry Glaß                 |
| 1976 | Innsbruck              | Normalschanze | Hans-Georg Aschenbach | Jochen Danneberg              | Karl Schnabl               |
| 1978 | Lahti                  | Großschanze   | Tapio Räisänen        | Alois Lipburger               | Falko Weißpflog            |
| 1978 | Lahti                  | Normalschanze | Matthias Buse         | Henry Glaß                    | Alexei Borowitin           |
| 1980 | Lake Placid            | Großschanze   | Jouko Törmänen        | Hubert Neuper                 | Jari Puikkonen             |
| 1980 | Lake Placid            | Normalschanze | Toni Innauer          | Manfred Deckert Hirokazu Yagi | –                          |
| 1982 | Oslo                   | Großschanze   | Matti Nykänen         | Olav Hansson                  | Armin Kogler               |
| 1982 | Oslo                   | Normalschanze | Armin Kogler          | Jari Puikkonen                | Ole Bremseth               |
| 1984 | Sarajevo               | Großschanze   | Matti Nykänen         | Jens Weißflog                 | Pavel Ploc                 |
| 1984 | Sarajevo               | Normalschanze | Jens Weißflog         | Matti Nykänen                 | Jari Puikkonen             |
| 1985 | Seefeld                | Großschanze   | Per Bergerud          | Jari Puikkonen                | Matti Nykänen              |
| 1985 | Seefeld                | Normalschanze | Jens Weißflog         | Andreas Felder                | Per Bergerud               |
| 1987 | Oberstdorf             | Großschanze   | Andreas Felder        | Vegard Opaas                  | Ernst Vettori              |
| 1987 | Oberstdorf             | Normalschanze | Jiří Parma            | Matti Nykänen                 | Vegard Opaas               |
| 1989 | Lahti                  | Großschanze   | Jari Puikkonen        | Jens Weißflog                 | Matti Nykänen              |
| 1989 | Lahti                  | Normalschanze | Jens Weißflog         | Ari-Pekka Nikkola             | Heinz Kuttin               |
| 1991 | Val di Fiemme          | Großschanze   | Franci Petek          | Rune Olijnyk                  | Jens Weißflog              |
| 1991 | Val di Fiemme          | Normalschanze | Heinz Kuttin          | Kent Johanssen                | Ari-Pekka Nikkola          |
| 1993 | Falun                  | Großschanze   | Espen Bredesen        | Jaroslav Sakala               | Andreas Goldberger         |
| 1993 | Falun                  | Normalschanze | Masahiko Harada       | Andreas Goldberger            | Jaroslav Sakala            |
| 1995 | Thunder Bay            | Großschanze   | Tommy Ingebrigtsen    | Andreas Goldberger            | Jens Weißflog              |
| 1995 | Thunder Bay            | Normalschanze | Takanobu Okabe        | Hiroya Saitō                  | Mika Laitinen              |
| 1997 | Trondheim              | Großschanze   | Masahiko Harada       | Dieter Thoma                  | Sylvain Freiholz           |
| 1997 | Trondheim              | Normalschanze | Janne Ahonen          | Masahiko Harada               | Andreas Goldberger         |
| 1999 | Ramsau                 | Großschanze   | Martin Schmitt        | Sven Hannawald                | Hideharu Miyahira          |
| 1999 | Ramsau                 | Normalschanze | Kazuyoshi Funaki      | Hideharu Miyahira             | Masahiko Harada            |
| 2001 | Lahti                  | Großschanze   | Martin Schmitt        | Adam Małysz                   | Janne Ahonen               |
| 2001 | Lahti                  | Normalschanze | Adam Małysz           | Martin Schmitt                | Martin Höllwarth           |
| 2003 | Val di Fiemme          | Großschanze   | Adam Małysz           | Matti Hautamäki               | Noriaki Kasai              |
| 2003 | Val di Fiemme          | Normalschanze | Adam Małysz           | Tommy Ingebrigtsen            | Noriaki Kasai              |
| 2005 | Oberstdorf             | Großschanze   | Janne Ahonen          | Roar Ljøkelsøy                | Jakub Janda                |
| 2005 | Oberstdorf             | Normalschanze | Rok Benkovič          | Jakub Janda                   | Janne Ahonen               |
| 2007 | Sapporo                | Großschanze   | Simon Ammann          | Harri Olli                    | Roar Ljøkelsøy             |
| 2007 | Sapporo                | Normalschanze | Adam Małysz           | Simon Ammann                  | Thomas Morgenstern         |
| 2009 | Liberec                | Großschanze   | Andreas Küttel        | Martin Schmitt                | Anders Jacobsen            |
| 2009 | Liberec                | Normalschanze | Wolfgang Loitzl       | Gregor Schlierenzauer         | Simon Ammann               |
| 2011 | Oslo                   | Großschanze   | Gregor Schlierenzauer | Thomas Morgenstern            | Simon Ammann               |
| 2011 | Oslo                   | Normalschanze | Thomas Morgenstern    | Andreas Kofler                | Adam Małysz                |
| 2013 | Val di Fiemme          | Großschanze   | Kamil Stoch           | Peter Prevc                   | Anders Jacobsen            |
| 2013 | Val di Fiemme          | Normalschanze | Anders Bardal         | Gregor Schlierenzauer         | Peter Prevc                |
| 2015 | Falun                  | Großschanze   | Severin Freund        | Gregor Schlierenzauer         | Rune Velta                 |
| 2015 | Falun                  | Normalschanze | Rune Velta            | Severin Freund                | Stefan Kraft               |
| 2017 | Lahti                  | Großschanze   | Stefan Kraft          | Andreas Wellinger             | Piotr Żyła                 |
| 2017 | Lahti                  | Normalschanze | Stefan Kraft          | Andreas Wellinger             | Markus Eisenbichler        |
| 2019 | Seefeld                | Großschanze   | Markus Eisenbichler   | Karl Geiger                   | Killian Peier              |
| 2019 | Seefeld                | Normalschanze | Dawid Kubacki         | Kamil Stoch                   | Stefan Kraft               |
| 2021 | Oberstdorf             | Großschanze   | Stefan Kraft          | Robert Johansson              | Karl Geiger                |
| 2021 | Oberstdorf             | Normalschanze | Piotr Żyła            | Karl Geiger                   | Anže Lanišek               |
| 2023 | Planica                | Großschanze   | Timi Zajc             | Ryōyū Kobayashi               | Dawid Kubacki              |
| 2023 | Planica                | Normalschanze | Piotr Żyła            | Andreas Wellinger             | Karl Geiger                |
| 2025 | Trondheim              | Großschanze   | Domen Prevc           | Jan Hörl                      | Ryōyū Kobayashi            |
| 2025 | Trondheim              | Normalschanze | Marius Lindvik        | Andreas Wellinger             | Jan Hörl                   |

### Mannschaftswettbewerbe
Seit 1982 werden bei Nordischen Skiweltmeisterschaften Mannschaftswettbewerbe im Skispringen ausgetragen. Zuvor fand bereits bei den Nordischen Skiweltmeisterschaften 1978 ein inoffizielles Teamspringen statt. Da der Teamwettbewerb nicht in das olympische Programm der Olympischen Winterspiele 1984 aufgenommen wurde, wurden die Teamwettbewerbe in der Nordischen Kombination und im Skispringen zusätzlich bei den Nordischen Skiweltmeisterschaften 1984 ausgetragen.
Die Teamwettbewerbe werden vornehmlich von der Großschanze abgehalten. Bei den Weltmeisterschaften von 2001, 2005 und 2011 wurden zusätzlich Teamspringen von der Normalschanze veranstaltet.
| Jahr | Austragungsort | Disziplin                 | Sieger                                                                                  | Zweiter                                                                                     | Dritter                                                                                    |
| ---- | -------------- | ------------------------- | --------------------------------------------------------------------------------------- | ------------------------------------------------------------------------------------------- | ------------------------------------------------------------------------------------------ |
| 1978 | Lahti          | Großschanze (inoffiziell) | Deutsche Demokratische RepublikHarald Duschek Jochen Danneberg Henry Glaß Matthias Buse | FinnlandJari Puikkonen Jouko Törmänen Pentti Kokkonen Tapio Räisänen                        | NorwegenRune Hauge Roger Ruud Tom Levorstad Per Bergerud                                   |
| 1982 | Oslo           | Großschanze               | NorwegenJohan Sætre Per Bergerud Ole Bremseth Olav Hansson                              | ÖsterreichHans Wallner Hubert Neuper Armin Kogler Andreas Felder                            | FinnlandKeijo Korhonen Jari Puikkonen Pentti Kokkonen Matti Nykänen                        |
| 1984 | Engelberg      | Großschanze               | FinnlandMarkku Pusenius Pentti Kokkonen Jari Puikkonen Matti Nykänen                    | Deutsche Demokratische RepublikUlf Findeisen Matthias Buse Klaus Ostwald Jens Weißflog      | TschechoslowakeiLadislav Dluhoš Vladimír Podzimek Jiří Parma Pavel Ploc                    |
| 1985 | Seefeld        | Großschanze               | FinnlandTuomo Ylipulli Pentti Kokkonen Matti Nykänen Jari Puikkonen                     | ÖsterreichAndreas Felder Armin Kogler Günther Stranner Ernst Vettori                        | Deutsche Demokratische RepublikFrank Sauerbrey Manfred Deckert Klaus Ostwald Jens Weißflog |
| 1987 | Oberstdorf     | Großschanze               | FinnlandMatti Nykänen Ari-Pekka Nikkola Tuomo Ylipulli Pekka Suorsa                     | NorwegenOle Christian Eidhammer Hroar Stjernen Ole Gunnar Fidjestøl Vegard Opaas            | ÖsterreichErnst Vettori Richard Schallert Franz Neuländtner Andreas Felder                 |
| 1989 | Lahti          | Großschanze               | FinnlandAri-Pekka Nikkola Jari Puikkonen Matti Nykänen Risto Laakkonen                  | NorwegenMagne Johansen Clas Brede Bråthen Ole Gunnar Fidjestøl Jon Inge Kjørum              | TschechoslowakeiJiří Parma Martin Švagerko Ladislav Dluhoš Pavel Ploc                      |
| 1991 | Val di Fiemme  | Großschanze               | ÖsterreichHeinz Kuttin Ernst Vettori Stefan Horngacher Andreas Felder                   | FinnlandAri-Pekka Nikkola Raimo Ylipulli Vesa Hakala Risto Laakkonen                        | DeutschlandHeiko Hunger André Kiesewetter Dieter Thoma Jens Weißflog                       |
| 1993 | Falun          | Großschanze               | NorwegenBjørn Myrbakken Helge Brendryen Øyvind Berg Espen Bredesen                      | Tschechien SlowakeiMartin Švagerko František Jež Jiří Parma Jaroslav Sakala                 | ÖsterreichErnst Vettori Heinz Kuttin Stefan Horngacher Andreas Goldberger                  |
| 1995 | Thunder Bay    | Großschanze               | FinnlandJani Soininen Janne Ahonen Mika Laitinen Ari-Pekka Nikkola                      | DeutschlandJens Weißflog Gerd Siegmund Hansjörg Jäkle Dieter Thoma                          | JapanTakanobu Okabe Jin’ya Nishikata Hiroya Saitō Naoki Yasuzaki                           |
| 1997 | Trondheim      | Großschanze               | FinnlandAri-Pekka Nikkola Jani Soininen Mika Laitinen Janne Ahonen                      | JapanKazuyoshi Funaki Takanobu Okabe Masahiko Harada Hiroya Saitō                           | DeutschlandChristof Duffner Martin Schmitt Hansjörg Jäkle Dieter Thoma                     |
| 1999 | Ramsau         | Großschanze               | DeutschlandSven Hannawald Christof Duffner Dieter Thoma Martin Schmitt                  | JapanNoriaki Kasai Hideharu Miyahira Masahiko Harada Kazuyoshi Funaki                       | ÖsterreichAndreas Widhölzl Martin Höllwarth Reinhard Schwarzenberger Stefan Horngacher     |
| 2001 | Lahti          | Großschanze               | DeutschlandSven Hannawald Michael Uhrmann Alexander Herr Martin Schmitt                 | FinnlandRisto Jussilainen Jani Soininen Ville Kantee Janne Ahonen                           | ÖsterreichAndreas Goldberger Wolfgang Loitzl Martin Höllwarth Stefan Horngacher            |
| 2001 | Lahti          | Normalschanze             | ÖsterreichWolfgang Loitzl Andreas Goldberger Stefan Horngacher Martin Höllwarth         | FinnlandMatti Hautamäki Risto Jussilainen Ville Kantee Janne Ahonen                         | DeutschlandSven Hannawald Michael Uhrmann Alexander Herr Martin Schmitt                    |
| 2003 | Val di Fiemme  | Großschanze               | FinnlandJanne Ahonen Tami Kiuru Arttu Lappi Matti Hautamäki                             | JapanKazuyoshi Funaki Akira Higashi Hideharu Miyahira Noriaki Kasai                         | NorwegenTommy Ingebrigtsen Lars Bystøl Sigurd Pettersen Bjørn Einar Romøren                |
| 2005 | Oberstdorf     | Großschanze               | ÖsterreichWolfgang Loitzl Andreas Widhölzl Thomas Morgenstern Martin Höllwarth          | FinnlandRisto Jussilainen Tami Kiuru Matti Hautamäki Janne Ahonen                           | NorwegenBjørn Einar Romøren Sigurd Pettersen Lars Bystøl Roar Ljøkelsøy                    |
| 2005 | Oberstdorf     | Normalschanze             | ÖsterreichWolfgang Loitzl Andreas Widhölzl Thomas Morgenstern Martin Höllwarth          | DeutschlandMichael Neumayer Martin Schmitt Michael Uhrmann Georg Späth                      | SlowenienPrimož Peterka Jure Bogataj Rok Benkovič Jernej Damjan                            |
| 2007 | Sapporo        | Großschanze               | ÖsterreichWolfgang Loitzl Gregor Schlierenzauer Andreas Kofler Thomas Morgenstern       | NorwegenTom Hilde Anders Bardal Anders Jacobsen Roar Ljøkelsøy                              | JapanShōhei Tochimoto Takanobu Okabe Daiki Itō Noriaki Kasai                               |
| 2009 | Liberec        | Großschanze               | ÖsterreichWolfgang Loitzl Martin Koch Thomas Morgenstern Gregor Schlierenzauer          | NorwegenAnders Bardal Tom Hilde Johan Remen Evensen Anders Jacobsen                         | JapanShōhei Tochimoto Takanobu Okabe Daiki Itō Noriaki Kasai                               |
| 2011 | Oslo           | Großschanze               | ÖsterreichGregor Schlierenzauer Martin Koch Andreas Kofler Thomas Morgenstern           | NorwegenAnders Jacobsen Johan Remen Evensen Anders Bardal Tom Hilde                         | SlowenienPeter Prevc Jurij Tepeš Jernej Damjan Robert Kranjec                              |
| 2011 | Oslo           | Normalschanze             | ÖsterreichGregor Schlierenzauer Martin Koch Andreas Kofler Thomas Morgenstern           | NorwegenAnders Jacobsen Bjørn Einar Romøren Anders Bardal Tom Hilde                         | DeutschlandMartin Schmitt Michael Neumayer Michael Uhrmann Severin Freund                  |
| 2013 | Val di Fiemme  | Großschanze               | ÖsterreichWolfgang Loitzl Manuel Fettner Thomas Morgenstern Gregor Schlierenzauer       | DeutschlandAndreas Wank Severin Freund Michael Neumayer Richard Freitag                     | PolenMaciej Kot Piotr Żyła Dawid Kubacki Kamil Stoch                                       |
| 2015 | Falun          | Großschanze               | NorwegenAnders Bardal Anders Jacobsen Anders Fannemel Rune Velta                        | ÖsterreichStefan Kraft Michael Hayböck Manuel Poppinger Gregor Schlierenzauer               | PolenPiotr Żyła Klemens Murańka Jan Ziobro Kamil Stoch                                     |
| 2017 | Lahti          | Großschanze               | PolenPiotr Żyła Dawid Kubacki Maciej Kot Kamil Stoch                                    | NorwegenAnders Fannemel Johann André Forfang Daniel-André Tande Andreas Stjernen            | ÖsterreichMichael Hayböck Manuel Fettner Gregor Schlierenzauer Stefan Kraft                |
| 2019 | Innsbruck      | Großschanze               | DeutschlandKarl Geiger Richard Freitag Stephan Leyhe Markus Eisenbichler                | ÖsterreichPhilipp Aschenwald Michael Hayböck Daniel Huber Stefan Kraft                      | JapanYukiya Satō Daiki Itō Junshirō Kobayashi Ryōyū Kobayashi                              |
| 2021 | Oberstdorf     | Großschanze               | DeutschlandPius Paschke Severin Freund Markus Eisenbichler Karl Geiger                  | ÖsterreichPhilipp Aschenwald Jan Hörl Daniel Huber Stefan Kraft                             | PolenPiotr Żyła Andrzej Stękała Kamil Stoch Dawid Kubacki                                  |
| 2023 | Planica        | Großschanze               | SlowenienLovro Kos Žiga Jelar Timi Zajc Anže Lanišek                                    | NorwegenJohann André Forfang Kristoffer Eriksen Sundal Marius Lindvik Halvor Egner Granerud | ÖsterreichDaniel Tschofenig Michael Hayböck Jan Hörl Stefan Kraft                          |
| 2025 | Trondheim      | Großschanze               | SlowenienLovro Kos Domen Prevc Timi Zajc Anže Lanišek                                   | ÖsterreichDaniel Tschofenig Maximilian Ortner Stefan Kraft Jan Hörl                         | NorwegenJohann André Forfang Robin Pedersen Kristoffer Eriksen Sundal Marius Lindvik       |

## Wettbewerbe für Frauen
Bei den Nordischen Skiweltmeisterschaften 2009 in Liberec wurde erstmals ein Frauenwettbewerb von der Normalschanze ausgetragen.

### Einzelwettbewerbe
Als erster Wettbewerb für Frauen wurde 2009 der Einzelwettbewerb von der Normalschanze ausgetragen. Bei den Nordischen Skiweltmeisterschaften 2021 in Oberstdorf wurde zusätzlich ein Einzelwettbewerb von der Großschanze ins Programm mit aufgenommen.
| Jahr | Austragungsort | Disziplin     | Siegerin           | Zweite            | Dritte                     |
| ---- | -------------- | ------------- | ------------------ | ----------------- | -------------------------- |
| 2009 | Liberec        | Normalschanze | Lindsey Van        | Ulrike Gräßler    | Anette Sagen               |
| 2011 | Oslo           | Normalschanze | Daniela Iraschko   | Elena Runggaldier | Coline Mattel              |
| 2013 | Val di Fiemme  | Normalschanze | Sarah Hendrickson  | Sara Takanashi    | Jacqueline Seifriedsberger |
| 2015 | Falun          | Normalschanze | Carina Vogt        | Yūki Itō          | Daniela Iraschko-Stolz     |
| 2017 | Lahti          | Normalschanze | Carina Vogt        | Yūki Itō          | Sara Takanashi             |
| 2019 | Seefeld        | Normalschanze | Maren Lundby       | Katharina Althaus | Daniela Iraschko-Stolz     |
| 2021 | Oberstdorf     | Großschanze   | Maren Lundby       | Sara Takanashi    | Nika Križnar               |
| 2021 | Oberstdorf     | Normalschanze | Ema Klinec         | Maren Lundby      | Sara Takanashi             |
| 2023 | Planica        | Großschanze   | Alexandria Loutitt | Maren Lundby      | Katharina Althaus          |
| 2023 | Planica        | Normalschanze | Katharina Althaus  | Eva Pinkelnig     | Anna Odine Strøm           |
| 2025 | Trondheim      | Großschanze   | Nika Prevc         | Selina Freitag    | Eirin Maria Kvandal        |
| 2025 | Trondheim      | Normalschanze | Nika Prevc         | Selina Freitag    | Anna Odine Strøm           |

### Mannschaftswettbewerbe
Seit 2019 werden bei Nordischen Skiweltmeisterschaften Mannschaftswettbewerbe der Damen im Skispringen ausgetragen. Erst knapp vier Wochen vor dem Beginn der Nordischen Skiweltmeisterschaften 2019 gab die FIS bekannt, dass bereits in Seefeld ein Teamspringen der Damen stattfinden wird. Die Teamwettbewerbe werden von der Normalschanze abgehalten.
| Jahr | Austragungsort | Disziplin     | Sieger                                                                                        | Zweiter                                                                                | Dritter                                                                        |
| ---- | -------------- | ------------- | --------------------------------------------------------------------------------------------- | -------------------------------------------------------------------------------------- | ------------------------------------------------------------------------------ |
| 2019 | Seefeld        | Normalschanze | DeutschlandJuliane Seyfarth Ramona Straub Carina Vogt Katharina Althaus                       | ÖsterreichEva Pinkelnig Jacqueline Seifriedsberger Chiara Hölzl Daniela Iraschko-Stolz | NorwegenAnna Odine Strøm Ingebjørg Saglien Bråten Silje Opseth Maren Lundby    |
| 2021 | Oberstdorf     | Normalschanze | ÖsterreichDaniela Iraschko-Stolz Sophie Sorschag Chiara Hölzl Marita Kramer                   | SlowenienNika Križnar Špela Rogelj Urša Bogataj Ema Klinec                             | NorwegenSilje Opseth Anna Odine Strøm Thea Minyan Bjørseth Maren Lundby        |
| 2023 | Planica        | Normalschanze | DeutschlandAnna Rupprecht Luisa Görlich Selina Freitag Katharina Althaus                      | ÖsterreichChiara Kreuzer Julia Mühlbacher Jacqueline Seifriedsberger Eva Pinkelnig     | NorwegenMaren Lundby Eirin Maria Kvandal Thea Minyan Bjørseth Anna Odine Strøm |
| 2025 | Trondheim      | Normalschanze | NorwegenAnna Odine Strøm Ingvild Synnøve Midtskogen Heidi Dyhre Traaserud Eirin Maria Kvandal | ÖsterreichLisa Eder Julia Mühlbacher Jacqueline Seifriedsberger Eva Pinkelnig          | DeutschlandJuliane Seyfarth Katharina Schmid Agnes Reisch Selina Freitag       |

## Gemischte Wettbewerbe

### Mannschaftswettbewerbe
Bei den Nordischen Skiweltmeisterschaften 2013 im Fleimstal wurde erstmals ein Mixed-Mannschaftswettbewerb ausgetragen. Die Mixed-Teamwettbewerbe wurden bis 2023 von der Normalschanze abgehalten. Ab 2025 werden sie von der Großschanze ausgetragen. Ein Team besteht aus zwei Frauen und zwei Männern.
| Jahr | Austragungsort | Disziplin     | Sieger                                                                           | Zweiter                                                                                    | Dritter                                                                     |
| ---- | -------------- | ------------- | -------------------------------------------------------------------------------- | ------------------------------------------------------------------------------------------ | --------------------------------------------------------------------------- |
| 2013 | Val di Fiemme  | Normalschanze | JapanYūki Itō Daiki Itō Sara Takanashi Taku Takeuchi                             | ÖsterreichChiara Hölzl Thomas Morgenstern Jacqueline Seifriedsberger Gregor Schlierenzauer | DeutschlandUlrike Gräßler Richard Freitag Carina Vogt Severin Freund        |
| 2015 | Falun          | Normalschanze | DeutschlandCarina Vogt Richard Freitag Katharina Althaus Severin Freund          | NorwegenLine Jahr Anders Bardal Maren Lundby Rune Velta                                    | JapanSara Takanashi Noriaki Kasai Yūki Itō Taku Takeuchi                    |
| 2017 | Lahti          | Normalschanze | DeutschlandCarina Vogt Markus Eisenbichler Svenja Würth Andreas Wellinger        | ÖsterreichDaniela Iraschko-Stolz Michael Hayböck Jacqueline Seifriedsberger Stefan Kraft   | JapanSara Takanashi Taku Takeuchi Yūki Itō Daiki Itō                        |
| 2019 | Seefeld        | Normalschanze | DeutschlandKatharina Althaus Markus Eisenbichler Juliane Seyfarth Karl Geiger    | ÖsterreichEva Pinkelnig Philipp Aschenwald Daniela Iraschko-Stolz Stefan Kraft             | NorwegenAnna Odine Strøm Robert Johansson Maren Lundby Andreas Stjernen     |
| 2021 | Oberstdorf     | Normalschanze | DeutschlandKatharina Althaus Markus Eisenbichler Anna Rupprecht Karl Geiger      | NorwegenSilje Opseth Robert Johansson Maren Lundby Halvor Egner Granerud                   | ÖsterreichMarita Kramer Michael Hayböck Daniela Iraschko-Stolz Stefan Kraft |
| 2023 | Planica        | Normalschanze | DeutschlandSelina Freitag Karl Geiger Katharina Althaus Andreas Wellinger        | NorwegenAnna Odine Strøm Johann André Forfang Thea Minyan Bjørseth Halvor Egner Granerud   | SlowenienNika Križnar Timi Zajc Ema Klinec Anže Lanišek                     |
| 2025 | Trondheim      | Großschanze   | NorwegenAnna Odine Strøm Marius Lindvik Eirin Maria Kvandal Johann André Forfang | SlowenienEma Klinec Domen Prevc Nika Prevc Anže Lanišek                                    | ÖsterreichEva Pinkelnig Stefan Kraft Jacqueline Seifriedsberger Jan Hörl    |

## Gesamt
Stand: 9. März 2025 (nach den Weltmeisterschaften 2025 in Trondheim)
Die Nordischen Skiweltmeisterschaften von 1941 in Cortina d’Ampezzo, welche im Nachhinein als ungültig erklärt wurden, sowie der inoffiziell ausgetragene Mannschaftswettbewerb von Lahti 1978 sind nicht Teil dieser Statistik.
- Platz: Rangfolge: Diese wird durch die Anzahl der Goldmedaillen bestimmt. Bei Gleichstand werden die Anzahl der Silbermedaillen, dann die der Bronzemedaillen verglichen. Letztes Vergleichskriterium ist die Anzahl errungener Goldmedaillen in einer Einzeldisziplin.
- Name: Name des Athleten bzw. der Athletin.
- Land: Land, für das der Athlet bzw. die Athletin startete. Bei einem Wechsel der Nationalität wird das Land genannt, für das der Athlet die letzte Medaille gewann.
- von: Jahr, in dem der Athlet bzw. die Athletin die erste Medaille gewann.
- bis: Jahr, in dem der Athlet bzw. die Athletin die letzte Medaille gewann.
- Gold: Anzahl der gewonnenen Goldmedaillen.
- Einzelgold: Anzahl der gewonnenen Goldmedaillen in Einzelwettbewerben.
- Silber: Anzahl der gewonnenen Silbermedaillen.
- Bronze: Anzahl der gewonnenen Bronzemedaillen.
- Gesamt: Anzahl aller gewonnenen Medaillen.

Es werden nur Athleten und Athletinnen mit mindestens einer Goldmedaille tabellarisch aufgeführt. (bisher insgesamt 134 Sportler / in Fettschrift noch aktiv)

### Männer
| Platz | Name                  | Land             | von  | bis  | Gold | Einzel- gold | Silber | Bronze | Gesamt |
| ----- | --------------------- | ---------------- | ---- | ---- | ---- | ------------ | ------ | ------ | ------ |
| 1.    | Thomas Morgenstern    | Österreich       | 2005 | 2013 | 8    | ( 1 )        | 2      | 1      | 11     |
| 2.    | Wolfgang Loitzl       | Österreich       | 2001 | 2013 | 7    | ( 1 )        | –      | 1      | 8      |
| 3.    | Gregor Schlierenzauer | Österreich       | 2007 | 2017 | 6    | ( 1 )        | 5      | 1      | 12     |
| 4.    | Matti Nykänen         | Finnland         | 1982 | 1989 | 6    | ( 2 )        | 2      | 3      | 11     |
| 5.    | Markus Eisenbichler   | Deutschland      | 2017 | 2021 | 6    | ( 1 )        | –      | 1      | 7      |
| 6.    | Janne Ahonen          | Finnland         | 1995 | 2005 | 5    | ( 2 )        | 3      | 2      | 10     |
| 7.    | Karl Geiger           | Deutschland      | 2019 | 2023 | 5    | ( – )        | 2      | 2      | 9      |
| 8.    | Birger Ruud           | Norwegen         | 1931 | 1948 | 5    | ( 5 )        | 2      | –      | 7      |
| 9.    | Martin Schmitt        | Deutschland      | 1997 | 2011 | 4    | ( 2 )        | 3      | 3      | 10     |
| 10.   | Jari Puikkonen        | Finnland         | 1980 | 1989 | 4    | ( 1 )        | 2      | 3      | 9      |
| 11.   | Ari-Pekka Nikkola     | Finnland         | 1987 | 1997 | 4    | ( – )        | 2      | 1      | 7      |
| 12.   | Adam Małysz           | Polen            | 2001 | 2011 | 4    | ( 4 )        | 1      | 1      | 6      |
| 13.   | Stefan Kraft          | Österreich       | 2015 | 2025 | 3    | ( 3 )        | 6      | 6      | 15     |
| 14.   | Jens Weißflog         | Deutschland      | 1984 | 1995 | 3    | ( 3 )        | 4      | 4      | 11     |
| 15.   | Severin Freund        | Deutschland      | 2011 | 2021 | 3    | ( 1 )        | 2      | 2      | 7      |
| 16.   | Andreas Kofler        | Österreich       | 2007 | 2011 | 3    | ( – )        | 1      | –      | 4      |
| 17.   | Piotr Żyła            | Polen            | 2013 | 2023 | 3    | ( 2 )        | –      | 4      | 7      |
| 18.   | Martin Höllwarth      | Österreich       | 1999 | 2005 | 3    | ( – )        | –      | 3      | 6      |
| 19.   | Timi Zajc             | Slowenien        | 2023 | 2025 | 3    | ( 1 )        | –      | 1      | 4      |
| 20.   | Hans-Georg Aschenbach | DDR              | 1974 | 1976 | 3    | ( 3 )        | –      | –      | 3      |
| 21.   | Martin Koch           | Österreich       | 2009 | 2011 | 3    | ( – )        | –      | –      | 3      |
| 22.   | Anders Bardal         | Norwegen         | 2007 | 2015 | 2    | ( 1 )        | 5      | –      | 7      |
| 23.   | Andreas Wellinger     | Deutschland      | 2017 | 2025 | 2    | ( – )        | 4      | –      | 6      |
| 24.   | Masahiko Harada       | Japan            | 1993 | 1999 | 2    | ( 2 )        | 3      | 1      | 6      |
| 25.   | Andreas Felder        | Österreich       | 1982 | 1991 | 2    | ( 1 )        | 3      | 1      | 6      |
| 26.   | Kamil Stoch           | Polen            | 2013 | 2021 | 2    | ( 1 )        | 1      | 3      | 6      |
| 27.   | Anže Lanišek          | Slowenien        | 2021 | 2025 | 2    | ( – )        | 1      | 2      | 5      |
| 28.   | Rune Velta            | Norwegen         | 2015 | 2015 | 2    | ( 1 )        | 1      | 1      | 4      |
| 28.   | Marius Lindvik        | Norwegen         | 2023 | 2025 | 2    | ( 1 )        | 1      | 1      | 4      |
| 30.   | Sven Hannawald        | Deutschland      | 1999 | 2001 | 2    | ( – )        | 1      | 1      | 4      |
| 30.   | Richard Freitag       | Deutschland      | 2013 | 2019 | 2    | ( – )        | 1      | 1      | 4      |
| 32.   | Toralf Engan          | Norwegen         | 1962 | 1964 | 2    | ( 2 )        | 1      | –      | 3      |
| 33.   | Domen Prevc           | Slowenien        | 2025 | 2025 | 2    | ( 1 )        | 1      | –      | 3      |
| 34.   | Jani Soininen         | Finnland         | 1995 | 2001 | 2    | ( – )        | 1      | –      | 3      |
| 35.   | Dawid Kubacki         | Polen            | 2013 | 2023 | 2    | ( 1 )        | –      | 3      | 5      |
| 36.   | Stefan Horngacher     | Österreich       | 1991 | 2001 | 2    | ( – )        | –      | 3      | 5      |
| 37.   | Helmut Recknagel      | DDR              | 1958 | 1962 | 2    | ( 2 )        | –      | 2      | 4      |
| 38.   | Heinz Kuttin          | Österreich       | 1989 | 1993 | 2    | ( 1 )        | –      | 2      | 4      |
| 39.   | Per Bergerud          | Norwegen         | 1982 | 1985 | 2    | ( 1 )        | –      | 1      | 3      |
| 40.   | Pentti Kokkonen       | Finnland         | 1982 | 1985 | 2    | ( – )        | –      | 1      | 3      |
| 40.   | Mika Laitinen         | Finnland         | 1995 | 1997 | 2    | ( – )        | –      | 1      | 3      |
| 40.   | Andreas Widhölzl      | Österreich       | 1999 | 2005 | 2    | ( – )        | –      | 1      | 3      |
| 43.   | Jacob Tullin Thams    | Norwegen         | 1924 | 1926 | 2    | ( 2 )        | –      | –      | 2      |
| 43.   | Bjørn Wirkola         | Norwegen         | 1966 | 1966 | 2    | ( 2 )        | –      | –      | 2      |
| 43.   | Gari Napalkow         | Sowjetunion      | 1970 | 1970 | 2    | ( 2 )        | –      | –      | 2      |
| 46.   | Espen Bredesen        | Norwegen         | 1993 | 1993 | 2    | ( 1 )        | –      | –      | 2      |
| 47.   | Tuomo Ylipulli        | Finnland         | 1985 | 1987 | 2    | ( – )        | –      | –      | 2      |
| 47.   | Lovro Kos             | Slowenien        | 2023 | 2025 | 2    | ( – )        | –      | –      | 2      |
| 49.   | Anders Jacobsen       | Norwegen         | 2007 | 2015 | 1    | ( – )        | 4      | 2      | 7      |
| 50.   | Johann André Forfang  | Norwegen         | 2017 | 2025 | 1    | ( – )        | 3      | 1      | 5      |
| 51.   | Kazuyoshi Funaki      | Japan            | 1997 | 2003 | 1    | ( 1 )        | 3      | –      | 4      |
| 52.   | Matti Hautamäki       | Finnland         | 2001 | 2005 | 1    | ( – )        | 3      | –      | 4      |
| 53.   | Andreas Goldberger    | Österreich       | 1993 | 2001 | 1    | ( – )        | 2      | 4      | 7      |
| 54.   | Dieter Thoma          | Deutschland      | 1991 | 1999 | 1    | ( – )        | 2      | 2      | 5      |
| 55.   | Armin Kogler          | Österreich       | 1982 | 1985 | 1    | ( 1 )        | 2      | 1      | 4      |
| 56.   | Jiří Raška            | Tschechoslowakei | 1968 | 1970 | 1    | ( 1 )        | 2      | –      | 3      |
| 57.   | Takanobu Okabe        | Japan            | 1995 | 2009 | 1    | ( 1 )        | 1      | 3      | 5      |
| 58.   | Ernst Vettori         | Österreich       | 1985 | 1993 | 1    | ( – )        | 1      | 3      | 5      |
| 59.   | Jiří Parma            | Tschechien       | 1984 | 1993 | 1    | ( 1 )        | 1      | 2      | 4      |
| 59.   | Simon Ammann          | Schweiz          | 2007 | 2011 | 1    | ( 1 )        | 1      | 2      | 4      |
| 61.   | Michael Uhrmann       | Deutschland      | 2001 | 2011 | 1    | ( – )        | 1      | 2      | 4      |
| 62.   | Sigmund Ruud          | Norwegen         | 1928 | 1930 | 1    | ( 1 )        | 1      | 1      | 3      |
| 62.   | Tommy Ingebrigtsen    | Norwegen         | 1995 | 2003 | 1    | ( 1 )        | 1      | 1      | 3      |
| 64.   | Wilhelm Dick          | Tschechoslowakei | 1925 | 1927 | 1    | ( 1 )        | 1      | –      | 2      |
| 64.   | Kristian Johansson    | Norwegen         | 1929 | 1934 | 1    | ( 1 )        | 1      | –      | 2      |
| 64.   | Veikko Kankkonen      | Finnland         | 1964 | 1964 | 1    | ( 1 )        | 1      | –      | 2      |
| 64.   | Yukio Kasaya          | Japan            | 1970 | 1972 | 1    | ( 1 )        | 1      | –      | 2      |
| 64.   | Toni Innauer          | Österreich       | 1976 | 1980 | 1    | ( 1 )        | 1      | –      | 2      |
| 64.   | Matthias Buse         | DDR              | 1978 | 1984 | 1    | ( 1 )        | 1      | –      | 2      |
| 70.   | Olav Hansson          | Norwegen         | 1982 | 1982 | 1    | ( – )        | 1      | –      | 2      |
| 70.   | Risto Laakkonen       | Finnland         | 1989 | 1991 | 1    | ( – )        | 1      | –      | 2      |
| 70.   | Tami Kiuru            | Finnland         | 2003 | 2005 | 1    | ( – )        | 1      | –      | 2      |
| 70.   | Anders Fannemel       | Norwegen         | 2015 | 2017 | 1    | ( – )        | 1      | –      | 2      |
| 74.   | Daiki Itō             | Japan            | 2007 | 2019 | 1    | ( – )        | –      | 4      | 5      |
| 75.   | Taku Takeuchi         | Japan            | 2013 | 2017 | 1    | ( – )        | –      | 2      | 3      |
| 76.   | Alf Andersen          | Norwegen         | 1928 | 1935 | 1    | ( 1 )        | –      | 1      | 2      |
| 76.   | Arnfinn Bergmann      | Norwegen         | 1950 | 1952 | 1    | ( 1 )        | –      | 1      | 2      |
| 76.   | Karl Schnabl          | Österreich       | 1976 | 1976 | 1    | ( 1 )        | –      | 1      | 2      |
| 76.   | Rok Benkovič          | Slowenien        | 2005 | 2005 | 1    | ( 1 )        | –      | 1      | 2      |
| 80.   | Ole Bremseth          | Norwegen         | 1982 | 1982 | 1    | ( – )        | –      | 1      | 2      |
| 80.   | Christof Duffner      | Deutschland      | 1997 | 1999 | 1    | ( – )        | –      | 1      | 2      |
| 80.   | Alexander Herr        | Deutschland      | 2001 | 2001 | 1    | ( – )        | –      | 1      | 2      |
| 80.   | Manuel Fettner        | Österreich       | 2013 | 2017 | 1    | ( – )        | –      | 1      | 2      |
| 80.   | Maciej Kot            | Polen            | 2013 | 2017 | 1    | ( – )        | –      | 1      | 2      |
| 85.   | Tore Edman            | Schweden         | 1927 | 1927 | 1    | ( 1 )        | –      | –      | 1      |
| 85.   | Gunnar Andersen       | Norwegen         | 1930 | 1930 | 1    | ( 1 )        | –      | –      | 1      |
| 85.   | Marcel Reymond        | Schweiz          | 1933 | 1933 | 1    | ( 1 )        | –      | –      | 1      |
| 85.   | Asbjørn Ruud          | Norwegen         | 1938 | 1938 | 1    | ( 1 )        | –      | –      | 1      |
| 85.   | Josef Bradl           | Deutsches Reich  | 1939 | 1939 | 1    | ( 1 )        | –      | –      | 1      |
| 85.   | Petter Hugsted        | Norwegen         | 1948 | 1948 | 1    | ( 1 )        | –      | –      | 1      |
| 85.   | Hans Bjørnstad        | Norwegen         | 1950 | 1950 | 1    | ( 1 )        | –      | –      | 1      |
| 85.   | Matti Pietikäinen     | Finnland         | 1954 | 1954 | 1    | ( 1 )        | –      | –      | 1      |
| 85.   | Antti Hyvärinen       | Finnland         | 1956 | 1956 | 1    | ( 1 )        | –      | –      | 1      |
| 85.   | Juhani Kärkinen       | Finnland         | 1958 | 1958 | 1    | ( 1 )        | –      | –      | 1      |
| 85.   | Wladimir Beloussow    | Sowjetunion      | 1968 | 1968 | 1    | ( 1 )        | –      | –      | 1      |
| 85.   | Wojciech Fortuna      | Polen            | 1972 | 1972 | 1    | ( 1 )        | –      | –      | 1      |
| 85.   | Tapio Räisänen        | Finnland         | 1978 | 1978 | 1    | ( 1 )        | –      | –      | 1      |
| 85.   | Jouko Törmänen        | Finnland         | 1980 | 1980 | 1    | ( 1 )        | –      | –      | 1      |
| 85.   | Franci Petek          | Jugoslawien      | 1991 | 1991 | 1    | ( 1 )        | –      | –      | 1      |
| 85.   | Andreas Küttel        | Schweiz          | 2009 | 2009 | 1    | ( 1 )        | –      | –      | 1      |
| 101.  | Johan Sætre           | Norwegen         | 1982 | 1982 | 1    | ( – )        | –      | –      | 1      |
| 101.  | Markku Pusenius       | Finnland         | 1984 | 1984 | 1    | ( – )        | –      | –      | 1      |
| 101.  | Pekka Suorsa          | Finnland         | 1987 | 1987 | 1    | ( – )        | –      | –      | 1      |
| 101.  | Øyvind Berg           | Norwegen         | 1993 | 1993 | 1    | ( – )        | –      | –      | 1      |
| 101.  | Helge Brendryen       | Norwegen         | 1993 | 1993 | 1    | ( – )        | –      | –      | 1      |
| 101.  | Bjørn Myrbakken       | Norwegen         | 1993 | 1993 | 1    | ( – )        | –      | –      | 1      |
| 101.  | Arttu Lappi           | Finnland         | 2003 | 2003 | 1    | ( – )        | –      | –      | 1      |
| 101.  | Stephan Leyhe         | Deutschland      | 2019 | 2019 | 1    | ( – )        | –      | –      | 1      |
| 101.  | Pius Paschke          | Deutschland      | 2021 | 2021 | 1    | ( – )        | –      | –      | 1      |
| 101.  | Žiga Jelar            | Slowenien        | 2023 | 2023 | 1    | ( – )        | –      | –      | 1      |

### Frauen
| Platz | Name                       | Land               | von  | bis  | Gold | Einzel- gold | Silber | Bronze | Gesamt |
| ----- | -------------------------- | ------------------ | ---- | ---- | ---- | ------------ | ------ | ------ | ------ |
| 1.    | Katharina Schmid           | Deutschland        | 2015 | 2025 | 7    | ( 1 )        | 1      | 2      | 10     |
| 2.    | Carina Vogt                | Deutschland        | 2013 | 2019 | 5    | ( 2 )        | –      | 1      | 6      |
| 3.    | Maren Lundby               | Norwegen           | 2015 | 2023 | 2    | ( 2 )        | 4      | 4      | 10     |
| 4.    | Daniela Iraschko-Stolz     | Österreich         | 2011 | 2021 | 2    | ( 1 )        | 3      | 3      | 8      |
| 5.    | Selina Freitag             | Deutschland        | 2023 | 2025 | 2    | ( – )        | 2      | 1      | 5      |
| 6.    | Anna Odine Strøm           | Norwegen           | 2019 | 2025 | 2    | ( – )        | 1      | 6      | 9      |
| 7.    | Nika Prevc                 | Slowenien          | 2025 | 2025 | 2    | ( 2 )        | 1      | –      | 3      |
| 8.    | Eirin Maria Kvandal        | Norwegen           | 2023 | 2025 | 2    | ( – )        | –      | 2      | 4      |
| 9.    | Juliane Seyfarth           | Deutschland        | 2019 | 2025 | 2    | ( – )        | –      | 1      | 3      |
| 10.   | Anna Rupprecht             | Deutschland        | 2021 | 2023 | 2    | ( – )        | –      | –      | 2      |
| 11.   | Sara Takanashi             | Japan              | 2013 | 2021 | 1    | ( – )        | 2      | 4      | 7      |
| 12.   | Yūki Itō                   | Japan              | 2013 | 2017 | 1    | ( – )        | 2      | 2      | 5      |
| 13.   | Ema Klinec                 | Slowenien          | 2021 | 2025 | 1    | ( 1 )        | 2      | 1      | 4      |
| 14.   | Chiara Hölzl               | Österreich         | 2013 | 2021 | 1    | ( – )        | 2      | –      | 3      |
| 15.   | Marita Kramer              | Österreich         | 2021 | 2021 | 1    | ( – )        | –      | 1      | 2      |
| 16.   | Lindsey Van                | Vereinigte Staaten | 2009 | 2009 | 1    | ( 1 )        | –      | –      | 1      |
| 16.   | Sarah Hendrickson          | Vereinigte Staaten | 2013 | 2013 | 1    | ( 1 )        | –      | –      | 1      |
| 16.   | Alexandria Loutitt         | Kanada             | 2023 | 2023 | 1    | ( 1 )        | –      | –      | 1      |
| 19.   | Svenja Würth               | Deutschland        | 2017 | 2017 | 1    | ( – )        | –      | –      | 1      |
| 19.   | Ramona Straub              | Deutschland        | 2019 | 2019 | 1    | ( – )        | –      | –      | 1      |
| 19.   | Sophie Sorschag            | Österreich         | 2021 | 2021 | 1    | ( – )        | –      | –      | 1      |
| 19.   | Luisa Görlich              | Deutschland        | 2023 | 2023 | 1    | ( – )        | –      | –      | 1      |
| 19.   | Ingvild Synnøve Midtskogen | Norwegen           | 2025 | 2025 | 1    | ( – )        | –      | –      | 1      |
| 19.   | Heidi Dyhre Traaserud      | Norwegen           | 2025 | 2025 | 1    | ( – )        | –      | –      | 1      |

### Nationenwertungen
- Platz: Reihenfolge der Nationen. Diese wird durch die Anzahl der Goldmedaillen bestimmt. Bei gleicher Anzahl werden die Silbermedaillen und zum Schluss die Bronzemedaillen verglichen.
- Land: Name der Nation.
- Gold: Anzahl der gewonnenen Goldmedaillen.
- Silber: Anzahl der gewonnenen Silbermedaillen.
- Bronze: Anzahl der gewonnenen Bronzemedaillen.
- Gesamt: Anzahl aller gewonnenen Medaillen.

#### Gesamt
| Platz | Land                            | Gold | Silber | Bronze | Gesamt |
| ----- | ------------------------------- | ---- | ------ | ------ | ------ |
| 1.    | Norwegen                        | 32   | 34     | 33     | 99     |
| 2.    | Österreich                      | 22   | 26     | 24     | 72     |
| 3.    | Deutschland                     | 18   | 18     | 12     | 48     |
| 4.    | Finnland                        | 18   | 16     | 11     | 45     |
| 5.    | Polen                           | 10   | 4      | 7      | 21     |
| 6.    | Deutsche Demokratische Republik | 8    | 9      | 6      | 23     |
| 7.    | Slowenien                       | 8    | 3      | 6      | 17     |
| 8.    | Japan                           | 6    | 15     | 14     | 35     |
| 9.    | Tschechoslowakei                | 3    | 4      | 6      | 13     |
| 10.   | Schweiz                         | 3    | 3      | 4      | 10     |
| 11.   | Sowjetunion                     | 3    | 1      | 2      | 6      |
| 12.   | Vereinigte Staaten              | 2    | –      | 1      | 3      |
| 13.   | Schweden                        | 1    | 2      | 7      | 10     |
| 14.   | Kanada                          | 1    | –      | –      | 1      |
| 14.   | Deutsches Reich                 | 1    | –      | –      | 1      |
| 14.   | Deutschland                     | 1    | –      | –      | 1      |
| 14.   | Jugoslawien                     | 1    | –      | –      | 1      |
| 18.   | Tschechien                      | –    | 3      | 2      | 5      |
| 19.   | Italien                         | –    | 1      | –      | 1      |
| 20.   | Deutschland                     | –    | –      | 1      | 1      |
| 20.   | Frankreich                      | –    | –      | 1      | 1      |

#### Einzelwettbewerbe Männer
| Platz | Land                            | Gold | Silber | Bronze | Gesamt |
| ----- | ------------------------------- | ---- | ------ | ------ | ------ |
| 1.    | Norwegen                        | 25   | 21     | 22     | 68     |
| 2.    | Österreich                      | 11   | 13     | 13     | 37     |
| 3.    | Finnland                        | 11   | 12     | 10     | 33     |
| 4.    | Polen                           | 9    | 4      | 4      | 17     |
| 5.    | Deutsche Demokratische Republik | 8    | 8      | 5      | 21     |
| 6.    | Japan                           | 5    | 8      | 6      | 19     |
| 7.    | Deutschland                     | 4    | 11     | 5      | 20     |
| 8.    | Tschechoslowakei                | 3    | 4      | 4      | 11     |
| 9.    | Schweiz                         | 3    | 3      | 4      | 10     |
| 10.   | Sowjetunion                     | 3    | 1      | 2      | 6      |
| 10.   | Slowenien                       | 3    | 1      | 2      | 6      |
| 12.   | Schweden                        | 1    | 2      | 7      | 10     |
| 13.   | Deutsches Reich                 | 1    | –      | –      | 1      |
| 13.   | Deutschland                     | 1    | –      | –      | 1      |
| 13.   | Jugoslawien                     | 1    | –      | –      | 1      |
| 16.   | Tschechien                      | –    | 2      | 2      | 4      |
| 17.   | Deutschland                     | –    | –      | 1      | 1      |
| 17.   | Vereinigte Staaten              | –    | –      | 1      | 1      |

#### Mannschaftswettbewerbe Männer
| Platz | Land                            | Gold | Silber | Bronze | Gesamt |
| ----- | ------------------------------- | ---- | ------ | ------ | ------ |
| 1.    | Österreich                      | 9    | 6      | 6      | 21     |
| 2.    | Finnland                        | 7    | 4      | 1      | 12     |
| 3.    | Deutschland                     | 4    | 3      | 4      | 11     |
| 4.    | Norwegen                        | 3    | 8      | 3      | 14     |
| 5.    | Slowenien                       | 2    | –      | 2      | 4      |
| 6.    | Polen                           | 1    | –      | 3      | 4      |
| 7.    | Japan                           | –    | 3      | 4      | 7      |
| 8.    | Deutsche Demokratische Republik | –    | 1      | 1      | 2      |
| 9.    | Tschechien                      | –    | 1      | –      | 1      |
| 10.   | Tschechoslowakei                | –    | –      | 2      | 2      |

#### Einzelwettbewerbe Frauen
| Platz | Land               | Gold | Silber | Bronze | Gesamt |
| ----- | ------------------ | ---- | ------ | ------ | ------ |
| 1.    | Deutschland        | 3    | 4      | 1      | 8      |
| 2.    | Slowenien          | 3    | –      | 1      | 4      |
| 3.    | Norwegen           | 2    | 2      | 4      | 8      |
| 4.    | Vereinigte Staaten | 2    | –      | –      | 2      |
| 5.    | Österreich         | 1    | 1      | 3      | 5      |
| 6.    | Kanada             | 1    | –      | –      | 1      |
| 7.    | Japan              | –    | 4      | 2      | 6      |
| 8.    | Italien            | –    | 1      | –      | 1      |
| 9.    | Frankreich         | –    | –      | 1      | 1      |

#### Mannschaftswettbewerbe Frauen
| Platz | Land        | Gold | Silber | Bronze | Gesamt |
| ----- | ----------- | ---- | ------ | ------ | ------ |
| 1.    | Deutschland | 2    | –      | 1      | 3      |
| 2.    | Österreich  | 1    | 3      | –      | 4      |
| 3.    | Norwegen    | 1    | –      | 3      | 4      |
| 4.    | Slowenien   | –    | 1      | –      | 1      |

#### Gemischte Mannschaftswettbewerbe
| Platz | Land        | Gold | Silber | Bronze | Gesamt |
| ----- | ----------- | ---- | ------ | ------ | ------ |
| 1.    | Deutschland | 5    | –      | 1      | 6      |
| 2.    | Norwegen    | 1    | 3      | 1      | 5      |
| 3.    | Japan       | 1    | –      | 2      | 3      |
| 4.    | Österreich  | –    | 3      | 2      | 5      |
| 5.    | Slowenien   | –    | 1      | 1      | 2      |